# يكمالة سفلي
يكمالة سفلي (بالفارسية: یکماله سفلی) هي قرية تقع في أذربيجان الغربية في إيران. يقدر عدد سكانها بـ 37 نسمة .